# Diócesis de Basilea
La diócesis de Basilea (en latín: Dioecesis Basileen(sis), en alemán: Bistum Basel y en francés: Diocèse de Bâle) es una circunscripción eclesiástica latina de la Iglesia católica en Suiza, inmediatamente sujeta a la Santa Sede. El obispo Felix Gmür es el ordinario de la diócesis desde el 23 de noviembre de 2010.

## Territorio y organización
La diócesis tiene 12 569 km² y extiende su jurisdicción sobre los fieles católicos de rito latino residentes en los cantones de: Argovia, Basilea-Campiña, Basilea-Ciudad, Berna, del Jura, Lucerna, Schaffhausen, Soleura, Turgovia y Zug.
La sede de la diócesis está en la ciudad de Soleura, en donde se halla la Catedral de San Urso y San Víctor. En Basilea se encuentra la ex-Catedral de Santa María, ocupada por la Iglesia cristiana evangélica reformada de Basilea desde 1529. En Arlesheim, que fue la residencia del obispo de 1678 a 1828, está la antigua Catedral de Nuestra Señora.
La diócesis lleva el nombre por razones históricas, ya que la ciudad de Basilea es mayormente protestante desde la Reforma protestante en el siglo XVI. Hasta la Reforma, el obispo de Basilea residía efectivamente en Basilea. En 1528, Porrentruy se convirtió en la residencia del obispo hasta 1828, año en que la ciudad de Soleura pasó a ser la sede oficial de la diócesis. De 999 a 1802 el obispo de Basilea era al mismo tiempo príncipe del Sacro Imperio Romano Germánico y, bajo ese título, propietario del actual cantón del Jura, el Jura bernés, el Birseck y el distrito de Laufen.
En 2020 existían en la diócesis 509 parroquias repartidas en 34 decanatos, que se agrupan en 3 regiones pastorales nombradas según los tres santos patrones de la diócesis: nombradas según los tres Santos patrones de la diócesis: 
- San Urso (12 decanatos: Aarau, Baden-Wettingen, Brugg, Freiamt, Fricktal, Zurzach, Birstal, Laufental, Leimental, Liestal y Basilea-Ciudad): cantones de Argovia, Basilea-Campiña y Basilea-Ciudad;
- San Víctor (13 decanatos: Berna Mittelland, Berna Oberland, regiones de Berna, Jura bernés, Ajoie-Clos du Doubs, Delémont-Franches-Montagnes, Buchsgau, Dorneck-Thierstein, Olten-Niederamt y Soleura): cantones de Lucerna, Schaffhausen, Turgovia y Zug;
- Santa Verena (10 decanatos: Entlebuch, Hochdorf, Lucerna-Habsburg, Lucerna-Pilatus, Lucerna ciudad, Sursee, Willisau, Schaffhausen, Arbon, Bischofszell, Fischingen, Frauenfeld-Steckborn y Zug): cantones de Berna, Jura y Soleura.

A nivel religioso, el sur es protestante, mientras que el norte y los distritos germanófonos son católicos. 
El primer intento de fundar un seminario diocesano fue obra del obispo Jakob Christoph Blarer, quien lo estableció en Porrentruy en 1606. Sin embargo, no tuvo éxito, pues en la segunda mitad del siglo no hay más noticias de él. A principios del siglo XVIII, en 1716, se creó un segundo seminario, también en Porrentruy, gracias al obispo Johann Konrad von Reinach, quien lo confió al cuidado de los jesuitas. El seminario de Basilea, cerrado en 1836, fue reabierto en Soleura en 1860 y, tras un nuevo cierre debido a la Kulturkampf, se abrió en Lucerna en 1878.

## Historia
Augusta Raurica fue una antigua ciudad romana, correspondiente a la actual Augst, el principal centro del pueblo de los ráuracos. Destruida por los alamanes hacia el año 260, fue reconstruida (Castrum Rauracense, hoy Kaiseraugst), pero fue perdiendo gradualmente importancia en favor de una fortaleza cercana, conocida desde 374 con el nombre de Basilia. El territorio era parte de la provincia romana de Maxima Sequanorum, como lo documenta la Notitia Galliarum de principios del siglo V.
Los orígenes del cristianismo en la región no se conocen con exactitud. Ciertamente, un episcopus Rauricorum, Justiniano, firmó las actas del pseudoconcilio de Colonia en 346 y hay razones para creer que residía en Augst. También es mencionado como participante en el Concilio de Sárdica en 343. Las excavaciones en los fundamentos de la iglesia de la antigüedad tardía de Kaiseraugst muestran que una comunidad cristiana debió haberse establecido en la región ya antes de esa época.
Hacia finales del siglo VI, el cristianismo pudo extenderse y consolidarse merced a la labor de los monjes misioneros irlandeses, entre ellos el abad Columbano, fundador de la abadía de Luxeuil en 590, una de las más importantes y conocidas del Reino franco y matriz de cientos de monasterios en todo el reino gracias a sus monjes, entre los que destaca Galo de Arbona.
Hacia 400, Basilia es mencionada como sede episcopal y se encuentra sobre la colina basiliense donde se levanta la catedral (Münster), mejor protegida contra las invasiones de los alamanes. El primer obispo de Basilea nombrado es Pantalus. Sin embargo, en 618 un cierto Ragnacher, antiguo monje de la abadía de Luxeuil, lleva el título de episcopus Augustanae et Basiliae. 
El rey de los francos Pipino el Breve (muerto en 768) y el obispo Walaus marcan el comienzo de una lista de obispos de Basilea, ininterrumpida hasta nuestros días. Basilea fue originalmente una sufragánea de la arquidiócesis de Besanzón.
En tiempos de Carlomagno, Basilea tuvo cierta importancia con el obispo Haito, que fue también abad del monasterio de Reichenau y confidente y consejero del emperador, quien lo envió a Constantinopla en 811.

### Principado
En la Edad Media, bajo la autoridad del Sacro Imperio Romano Germánico, los obispos de Basilea fueron también príncipes del Imperio. Como los otros obispos importantes, poseían igualmente tierras y se convirtieron en poder temporal. El centro del obispado fue la ciudad de Basilea con su catedral y su casa capitular. El desarrollo temporal del obispado comenzó en 999, cuando el último rey de Borgoña, Rodolfo III, donó al obispo Adalberone II la abadía benedictina de Moutier-Grandval con todas sus propiedades: la fortaleza de Saint-Ursanne y del Münstertal (valle de Moutier), que pertenecía anteriormente a la abadía de Luxeuil. Esta donación fue la base para el nacimiento del principado episcopal de Basilea, sobre el cual los obispos ejercían su poder temporal. La fidelidad de los obispos al emperador en la Querella de las investiduras favoreció el desarrollo y la ampliación de los territorios del principado, que coincidían mínimamente con los de la diócesis y que incluían territorios que, desde el punto de vista espiritual, dependían de la arquidiócesis de Besanzón y las diócesis de Constanza y Lausana. La capital del principado fue la ciudad de Basilea. 
A esto se agregó el Sisgau y el Buchsgau, así como las posesiones al exterior de la diócesis: territorios cerca de lago de Biel/Bienne, el señorío de Porrentruy y la bailía de Schliengen, junto con Istein y Kleinbasel. El obispado logró su mayor extensión bajo el obispo Burkard (1072-1107) que gozaba de los favores del emperador Enrique IV, quien le ayudó en la disputa de su investidura y le acompañó a Canossa.
La primitiva catedral, destruida por una incursión húngara en 917, fue reconstruida con la ayuda del emperador Enrique II, consagrada por Adalberone II en 1019 y dedicada a la Santísima Virgen María. Destruida por un terremoto en 1356, fue reconstruida por el obispo Johann von Munsingen, quien la consagró en 1363. Fue el punto de referencia inicial para el Concilio de Basilea, Ferrara y Florencia. Tras el traslado del concilio a Ferrara, Amadeo VIII de Saboya fue elegido antipapa en la plaza de la catedral (24 de julio de 1440).
La primera mención de la existencia del cabildo catedralicio se remonta hacia 830; la vida comunitaria de los canónigos fue abandonada en el siglo XII; en el siglo siguiente obtuvieron el derecho exclusivo de elegir obispos, derecho que hasta entonces había estado en manos del emperador.
Los territorios temporales de los príncipes-obispos de Basilea se extendían por la cadena del Jura, del lago de Biel/Bienne hasta la planicie del Alto Rin. El obispado estaba dividido lingüísticamente: la mayoría hablaba francés, pero los distritos de Zwingen, Birseck (Aesch, Arlesheim, Münchenstein, Pfeffingen, Reinach) y Biel/Bienne, así como los territorios situados en la ribera derecha del Rin eran de habla alemana. La corte del príncipe en Porrentruy también era germanófona. 
A nivel institucional, el obispado está dividido en diecisiete bailías y señoríos dotados de instituciones que variaban fuertemente de la una a la otra. Los señores locales y los bailes representan al príncipe y pueden administrar varias de estas subdivisiones. Progresivamente, la función del baile se vuelve hereditaria. 
El norte de la diócesis es considerado tierra del Imperio. El sur, por su parte, está ligado jurídicamente con diferentes colectividades helvéticas. Así, la ciudad de Biel/Bienne es aliada de Berna, Friburgo y Soleura y se encuentra entonces más cercana a la Confederación. El príncipe-obispo no es más que el soberano nominal de las ciudades del sur: La Neuveville y el prebostazgo de Moutier-Grandval son coburgueses de la ciudad de Berna desde 1486, mientras que la abadía de Bellelay es aliada de Soleura. Además, los señoríos de Erguël, Orvin, La Neuveville, Diesse y Biel/Bienne son considerados como tierras helvéticas.
Luego de un largo período de estagnación, los territorios de los príncipes-obispos de Basilea comenzaron a declinar a favor tanto de los Habsburgo, como del desarrollo de una burguesía en la ciudad de Basilea, que buscaba autonomía. Ciudades que pertenecieron al obispado, como Breisach, Neuenburg am Rhein y Rheinfelden, se convirtieron en la proa de los Habsburgo. La influencia de los Habsburgo creció igualmente en Alsacia y en Basilea desde la segunda mitad del siglo XIII. A partir de ese momento, el obispo reorientó su política territorial hacia el Jura. 
La elección contestada de un nuevo obispo en 1436 fue negociada durante el Concilio de Basilea, abierto en 1431.

### Reforma
A principios del siglo XVI, la diócesis comprendía la Alta Alsacia (en la actual Francia, incluidas las ciudades de Mulhouse y Colmar) y la región noroccidental de Suiza bordeada aproximadamente por los ríos Rin y Aar con la exclusión del lago de Biel. Las más de 470 parroquias se dividieron en 11 decanatos: en Suiza los decanatos de Fricksgau, Sisgau, Buchsgau, Salsgau, Elsgau y Leimental; en Alsacia los decanatos de Citra Rhenum, Inter colles, Citra Otensbühel, Ultra Otensbühel y Sundgau. Limitaba al norte con la diócesis de Estrasburgo, al este y sureste con la diócesis de Constanza, al suroeste con la diócesis de Lausana y al oeste con la arquidiócesis de Besanzón y la diócesis de Toul.
La ciudad de Basilea, que se adhirió a la Confederación Helvética en 1501, se liberó de la autoridad del príncipe-obispo. En 1525, las abadías de Beinwil y Lucelle son saqueadas durante la guerra de los campesinos. La ciudad de Basilea adoptó la reforma en 1529 y el obispo Felipe de Gundelsheim debió dejar el castillo de los príncipes-obispos de Basilea y establecerse en Porrentruy, entonces bajo la jurisdicción espiritual del arzobispo de Besanzón, donde sus sucesores permanecieron hasta finales del siglo XVIII. 
En 1528 se prohibió el culto católico en toda la ciudad; más tarde, la mayoría de las parroquias de los decanatos de Sisgau, Fricksgau, Salsgau y Buchsgau se hicieron protestantes.
El 9 de febrero de 1529, un miércoles de carnaval, los protestantes entraron en la catedral de Basilea y demolieron los íconos. Los tesoros inestimables de la Basilea medieval se perdieron, pero el célebre tesoro de la catedral fue respetado. El 12 de mayo de 1529, el capítulo catedralicio se marchó de Basilea para establecerse en Friburgo de Brisgovia, en la diócesis de Constanza, en donde permaneció hasta 1678. El 28 de agosto de 1529, el capítulo y la ciudad de Friburgo de Brisgovia firmaron un tratado definiendo las condiciones jurídicas y fiscales, la posesión de casas y la utilización de la catedral. Desde entonces, Basilea no fue más el lugar de residencia ni del obispo, ni del capítulo de la catedral, y ambos se encontraban fuera de la diócesis. 
El obispo Jakob Christoph Blarer von Wartensee llevó a cabo la contrarreforma en la diócesis. Aplicó las reformas del Concilio de Trento y logró hacer volver a la fe católica el Laufental y el Birseck (Arlesheim, Aesch, Münchenstein, Pfeffingen y Reinach).
En 1556, Delémont y Franches-Montagnes firmaron un tratado de coburguesía con la ciudad de Basilea. De 1566 a 1752 se celebraron asambleas en las que se reunían los representantes de las diferentes entidades para discutir sobre las contribuciones extraordinarias que pedía el príncipe-obispo. Estas reuniones estuvieron presididas generalmente por el abad de Bellelay, que era el único que asistía a dicha asamblea del lado helvético, pues todos los señoríos helvéticos rehusaban participar en dichas asambleas y dar contribuciones. 
El gobierno de Jakob Christoph Blarer von Wartensee (1575-1608) marca el retorno de la prosperidad al obispado. En 1579, el príncipe-obispo se alió con los siete cantones católicos de la Confederación (Friburgo, Lucerna, Nidwalden, Obwalden, Schwyz, Uri y Zug) para contrarrestar la influencia de la Berna protestante al sur del Jura. Como la alianza fue renovada sin interrupción hasta 1735, el obispado también se consideraba cercano a la Confederación. Sin embargo, los cantones protestantes siempre rehusaron que Basilea fuera el decimocuarto cantón suizo. En 1599, el príncipe-obispo firmó un tratado de intercambio con Berna en el que el obispado vendió a la ciudad de Berna la ciudad de Biel/Bienne junto con algunas comunas de los alrededores por 15 000 coronas; además Berna debió renunciar al tratado de coburguesía que mantenía con Moutier-Grandval y a las pretensiones bernesas sobre el Erguël.

### Cabildo de la catedral en Arlesheim
Tras la Guerra de Holanda (1672-1678), que enfrentó al rey de Francia Luis XIV y al emperador Leopoldo I, aliado de los holandeses, el cabildo se encontraba en Friburgo de Brisgovia exactamente entre los dos bandos. Los austríacos amputaron los ingresos del cabildo en 1670 e instalaron sus tropas en sus edificios. En 1675, los franceses confiscaron la mayoría de las fuentes de financiación del cabildo en Alsacia y el Sundgau. Cuando los franceses invadieron Friburgo en 1677, no reconocieron la neutralidad del cabildo y le exigieron que dejase la ciudad. En 1678, el cabildo se retiró a Arlesheim (decanato de Leimental) tras el llamamiento del príncipe-obispo. El obispo Johann Konrad von Roggenbach decidió construir una iglesia en Arlesheim, un edificio para el cabildo y casas para sus miembros. La catedral de Arlesheim fue inaugurada en 1681.
En 1779, el obispo Ludwig von Wangen cedió 29 parroquias del decanato del Sundgau a la arquidiócesis de Besanzón, y a cambio obtuvo 20 parroquias para su diócesis, incluyendo la ciudad y el territorio de Porrentruy, que ya formaban parte del principado episcopal. Esto fue aprobado por el papa Pío VI en 1780.

### Desde el fin del principado

Escudo de los príncipes-obispos de Basilea

La Revolución Francesa marcó el final de la antigua diócesis. El obispo auxiliar de la Alta Alsacia, Joseph Gobel, se adhirió a la Constitución civil del clero y fue nombrado arzobispo constitucional de París. Tras la invasión de las tropas francesas iniciada con la toma de Porrentruy y la conquista de la Confederación Suiza, el territorio del antiguo principado episcopal fue anexado a Francia como departamento de Monte Terrible y luego como Alto Rin. En 1792, el obispo Roggenbach tuvo que huir de Porrentruy y refugiarse en Bienne. Fue grande la persecución contra el clero refractario (unos 600 sacerdotes), que prefirieron huir.
Como consecuencia del Concordato de 1801 entre la Santa Sede y Napoleón Bonaparte, todo el territorio francés de la antigua diócesis pasó a formar parte de la diócesis de Estrasburgo. De esta manera, Basilea perdió a la mayoría de sus fieles católicos y el obispo Franz Xaver von Neveu se quedó con solo unas pocas parroquias católicas en Suiza. Neveu prefirió retirarse a Offenburg en Alemania, donde permaneció hasta su muerte, dejando la administración de la diócesis a su coadjutor, Glutz, y luego al provicario de Bilieux.
En 1801, el obispado de Basilea fue secularizado por el tratado de Lunéville. El Congreso de Viena en 1815 dividió el territorio del antiguo principado entre el cantón de Berna (hoy cantón del Jura, Jura bernés y distrito de Laufen) y el cantón de Basilea (Birseck) incluyendo todo su antiguo territorio en la actual Suiza.
En virtud del acuerdo entre la Santa Sede y los cantones suizos de Lucerna, Berna, Soleura y Zug, del 26 de marzo de 1828, el papa León XII publicó, el 7 de mayo, la bula Inter praecipua, con la que se establecía la nueva diócesis de Basilea con sus fronteras, inmediatamente sujeta a la Santa Sede y con sede en Soleura, en donde se erigió en la catedral la colegiata de los Santos Urso y Víctor. Inicialmente, la diócesis incluía los cantones de Lucerna, Soleura, Zug y parte del de Berna. En los meses siguientes se incorporaron también a la convención los cantones de Argovia, Turgovia y el futuro cantón de Basilea-Campiña, cuyas anexiones a la diócesis de Basilea fueron aprobadas por la Santa Sede el 30 de marzo de 1830. Esta reorganización fue confirmada por el papa León XII el 7 de mayo de 1828. En 1864, la parte restante del cantón de Berna pasó asimismo a formar parte de la diócesis. La nueva diócesis de Basilea comprendía la mayor parte de los territorios suizos de la antigua diócesis de Constanza.
El 7 de septiembre de 1888, en virtud de la bula Ad universam catholicam del papa León XIII, la diócesis de Basilea se unió a la diócesis de Lugano aeque principaliter; sin embargo, por disposición pontificia especial, los obispos de Basilea no ejercieron ningún tipo de jurisdicción sobre la sede del Tesino, que estaba gobernada directamente por un administrador apostólico designado por la Santa Sede. Esta particular situación jurídica duró hasta el 8 de mayo de 1971, cuando finalizó la unión formal de las dos diócesis y la sede de Lugano tuvo su propio obispo pleno iure.
En 1978 se unieron también a la convención de 1828 y entraron a formar parte de la diócesis de Basilea los territorios de los cantones de Basilea-Ciudad y Schaffhausen, que pasaron a formar parte de la diócesis de Basilea. Este último ya había sido administrado por los obispos de Basilea en 1858.

## Estadísticas
De acuerdo al Anuario Pontificio 2021 la diócesis tenía a fines de 2020 un total de 1 033 956 fieles bautizados.
| Año                                                                             | Población            | Población | Población      | Sacerdotes | Sacerdotes    | Sacerdotes    | Bautizados por sacerdote | Diáconos permanentes | Religiosos | Religiosos | Parroquias |
| Año                                                                             | Bautizados católicos | Total     | % de católicos | Total      | Clero secular | Clero regular | Bautizados por sacerdote | Diáconos permanentes | Varones    | Mujeres    | Parroquias |
| ------------------------------------------------------------------------------- | -------------------- | --------- | -------------- | ---------- | ------------- | ------------- | ------------------------ | -------------------- | ---------- | ---------- | ---------- |
| 1950                                                                            | 623 761              | 1 192 483 | 52.3           | 1075       | 900           | 175           | 580                      |                      | 175        | 1000       | 452        |
| 1959                                                                            | 765 000              | 2 250 000 | 34.0           | 993        | 970           | 23            | 770                      |                      | 230        | 1380       | 490        |
| 1966                                                                            | 930 000              | 2 400 000 | 38.8           | 1066       | 966           | 100           | 872                      |                      | 300        | 1400       | 510        |
| 1970                                                                            | 1 024 000            | 2 674 000 | 38.3           | 1303       | 983           | 320           | 785                      |                      | 450        | 2850       | 485        |
| 1980                                                                            | 1 163 000            | 2 708 000 | 42.9           | 1255       | 865           | 390           | 926                      | 8                    | 471        | 2900       | 529        |
| 1990                                                                            | 1 100 000            | 2 800 000 | 39.3           | 1129       | 754           | 375           | 974                      | 33                   | 455        | 2700       | 530        |
| 1999                                                                            | 1 120 000            | 3 000     | 37.3           | 888        | 597           | 291           | 1261                     | 68                   | 347        | 2235       | 533        |
| 2000                                                                            | 1 120 000            | 3 000     | 37.3           | 876        | 585           | 291           | 1278                     | 68                   | 348        | 2235       | 533        |
| 2001                                                                            | 1 120 000            | 3 000     | 37.3           | 876        | 585           | 291           | 1278                     | 68                   | 347        | 2235       | 533        |
| 2002                                                                            | 1 115 775            | 2 889 944 | 38.6           | 848        | 557           | 291           | 1315                     | 66                   | 345        | 2235       | 503        |
| 2003                                                                            | 1 115 775            | 2 889 944 | 38.6           | 840        | 549           | 291           | 1328                     | 66                   | 345        | 2235       | 503        |
| 2004                                                                            | 1 000                | 2 800 000 | 35.7           | 796        | 540           | 256           | 1256                     | 85                   | 309        | 2235       | 527        |
| 2006                                                                            | 1 070 097            | 3 017 531 | 35.5           | 767        | 492           | 275           | 1395                     | 93                   | 329        | 2235       | 525        |
| 2012                                                                            | 1 094 000            | 3 096 000 | 35.3           | 675        | 434           | 241           | 1620                     | 117                  | 304        | 2235       | 520        |
| 2015                                                                            | 1 123 000            | 3 181 000 | 35.3           | 635        | 419           | 216           | 1768                     | 108                  | 277        | 2235       | 514        |
| 2018                                                                            | 1 044 013            | 3 390 055 | 30.8           | 584        | 387           | 197           | 1787                     | 117                  | 259        | 2235       | 511        |
| 2020                                                                            | 1 033 956            | 3 414 846 | 30.3           | 541        | 366           | 175           | 1911                     | 116                  | 235        | 2345       | 509        |
| Fuente: Catholic-Hierarchy, que a su vez toma los datos del Anuario Pontificio. |                      |           |                |            |               |               |                          |                      |            |            |            |

## Episcopologio
- Justiniano episcopus Rauricorum † (mencionado en 346)
- San Pántalo ? † (siglo V)
- San Ragnachario † (inicio del siglo VII)
- Walaus † (contemporáneo del papa Gregorio III)
- Baldeberto † (falleció hacia 749 o 751 - 762)
- Waldo, O.S.B. † (?-renunció hacia 805)
- Haito † (806-renunció en 823)
- Udalrico I † (21 de diciembre de 823 - 26 de mayo hacia 835)
- Wicardo I † (antes de 844 - después de 847)
- Frideberto † (antes de 858 - después de 860)
- Adalvino †
- Rodolfo I ? †
- Iringo † (antes de 892 - después de 895)
- Ricuino ? †
- Adalberone I † (mencionado hacia 915)
- Rodolfo II † (mencionado hacia 917)
- Wicardo II † (mencionado en 948)
- Landelao † (mencionado en 961)
- Adalberone II † (antes de 999 - 12 de mayo de 1025)[19]
- Ulrich II † (1025 - después de abril de 1040)
- Bruno ? †
- Theodorich † (1041 - después de noviembre de 1053)
- Berengar † (1057 - 1072)
- Burchard von Fenis † (1072 - 12 de abril de 1106 o 1107)
- Rudolf von Homburg † (1107 - 9 de noviembre de 1122)
- Berthold von Neuchâtel † (antes del 23 de enero de 1123 - renunció en 1133)
- Heinrich † (mencionado en 1133)
- Adalbert von Froburg † (consagrado el 11 de enero de 1135 - 1137)
- Ortlieb von Froburg † (1138 - 18 de agosto de 1164)
- Ludwig Garewart † (antes de octubre de 1164 - depuesto en 1179)
- Hugo von Hasenburg † (antes de abril de 1180 - 15 de mayo de 1180)
- Heinrich von Horburg † (1180 - 26 de septiembre de 1191)
- Lüthold von Aarburg † (14 de abril de 1192 - 16 de enero de 1213)
- Walther von Rotheln † (septiembre de 1213 - depuesto en 1215)
- Heinrich von Thun † (21 de enero de 1216 - 17 de febrero de 1238)
- Lüthold von Rotheln † (22 de agosto de 1238 - 16 de enero de 1249)
- Berthold von Pfirt † (1 de julio de 1250 - 8 de diciembre de 1262)
- Heinrich von Neuenburg-Erguel † (diciembre de 1262 - 15 de septiembre de 1274)
- Heinrich Knoderer, O.F.M. † (9 de octubre de 1275 - 15 de mayo de 1286, nombrado arzobispo de Maguncia)
- Peter Reich von Reichenstein † (15 de mayo de 1286 - 3 de septiembre de 1296)
- Peter von Aspelt † (31 de marzo de 1297 - 10 de noviembre de 1306, nombrado arzobispo de Maguncia)
- Eudes de Granson † (3 de noviembre de 1306 - 1309)
- Gerhard von Wippingen † (30 de julio de 1309 - 17 de marzo de 1325)
  - Hartmann Munch † (1325 - 1332, antiobispo)
- Jean Arley † (25 de abril de 1325 - 6 de abril de 1328, nombrado obispo de Langres)
  - Jean Arley † (6 de abril de 1328 - 23 de mayo de 1335, administrador apostólico)
- Johann von Munsingen † (24 de abril de 1336 - 30 de junio de 1365)
- Jean de Vienne † (13 de agosto de 1365 - 7 de octubre de 1382)
- Imer von Ramstein † (después de marzo de 1383 - renunció en 1391)
- Friedrich von Blankenheim † (13 de octubre de 1391 - 7 de julio de 1393, nombrado obispo de Utrecht)
- Willem van Coudenberghes † (19 de agosto de 1393 - renunció en 1395)
  - Konrad Munch von Landskron † (1393 - 1395, antiobispo)
  - Diboldus von Neuenburg † (1395 - renunció en 1399, administrador apostólico)
- Humbrecht von Neuenburg † (14 de junio de 1399 - 1418)
- Hartmann von Munchenstein † (2 de septiembre de 1418 - renunció en 1423)
- Johann von Fleckenstein † (8 de enero de 1423 - 20 de diciembre de 1436)
- Friedrich von der Pfalz † (4 de febrero de 1437 - 5 de enero de 1451)
- Arnold von Rotberg † (22 de marzo de 1451 - 7 de mayo de 1458)
- Johann von Venningen † (21 de julio de 1458 - 22 de diciembre de 1478)
- Caspar von Mühlhausen † (5 de marzo de 1479 - 8 de noviembre de 1502)
- Christoph von Utenheim † (8 de marzo de 1503 - 16 de marzo de 1527)
- Philipp von Gundelsheim † (31 de agosto de 1527 - 4 de octubre de 1553)
- Melchior von Lichtenfels † (4 de diciembre de 1555 - 17 de mayo de 1575)
- Jakob Christoph Blarer von Wartensee † (4 de mayo de 1576 - 18 de abril de 1608)
- Wilhelm Rink von Baldenstein † (4 de febrero de 1609 - 23 de octubre de 1628)
- Johann Heinrich von Ostheim † (20 de agosto de 1629 - 26 de noviembre de 1646)
- Beatus Albrecht von Ramstein † (20 de agosto de 1650 - 25 de agosto de 1651)
- Johann Franz von Schonau-Zell † (3 de marzo de 1653 - 30 de noviembre de 1656)
- Johann Konrad von Roggenbach † (13 de enero de 1659 - 13 de julio de 1693)
- Wilhelm Jakob Rink von Baldenstein † (13 de julio de 1693 por sucesión - 4 de junio de 1705)
- Johann Konrad von Reinach-Hirtzbach † (5 de septiembre de 1705 - 19 de marzo de 1737)
- Jakob Sigismund von Reinach-Steinbrunn † (30 de septiembre de 1737 - 16 de diciembre de 1743)
- Josef Wilhelm Rink von Baldenstein † (13 de abril de 1744 - 13 de septiembre de 1762)
- Simon Nikolas von Froburg † (21 de marzo de 1763 - 5 de abril de 1775)
- Ludwig von Wangen-Geroldseck † (13 de noviembre de 1775 - 11 de octubre de 1782)
- Sigismund von Roggenbach † (18 de julio de 1783 - 9 de marzo de 1794)
- Franz Xaver von Neveu † (12 de septiembre de 1794 - 23 de agosto de 1828)
- Josef Anton Salzmann † (18 de mayo de 1829 - 23 de abril de 1854)
- Karl Arnold-Obrist † (16 de noviembre de 1854 - 17 de diciembre de 1862)
- Eugène Lachat, C.PP.S. † (28 de septiembre de 1863 - renunció el 18 de diciembre de 1884,[20])
- Friedrich Xaver Odo Fiala † (15 de mayo de 1885 - 24 de mayo de 1888)
- Leonhard Haas † (28 de septiembre de 1888 - 14 de mayo de 1906)
- Jakobus von Stammler † (7 de agosto de 1906 - 13 de abril de 1925)
- Joseph Ambühl † (30 de junio de 1925 - 17 de octubre de 1936)
- Franz von Streng † (30 de noviembre de 1936 - retirado el 3 de noviembre de 1967,[21])
- Anton Hänggi † (20 de diciembre de 1967 - renunció el 21 de junio de 1982)
- Otto Wüst † (21 de septiembre de 1982 - renunció el 26 de octubre de 1993)
- Hansjörg Vogel (3 de febrero de 1994 - renunció el 2 de junio de 1995)
- Kurt Koch (6 de diciembre de 1995 -1 de julio de 2010, nombrado presidente del Pontificio Consejo para la Promoción de la Unidad de los Cristianos)
- Felix Gmür, desde el 23 de noviembre de 2010

## Calendario diocesano
| Fecha            | Tipo       | Santo                                                                             |
| ---------------- | ---------- | --------------------------------------------------------------------------------- |
| 24 de enero      | Ad libitum | Beato Everardo de Nellenburg                                                      |
| 21 de febrero    | Ad libitum | Santos Germán y Randoald (monjes y mártires de Moutier-Grandval)                  |
| 19 de abril      | Memorial   | San León IX (Papa)                                                                |
| 9 de mayo        | Ad libitum | San Beatus (venerado en el Oberland bernés)                                       |
| 18 de mayo       | Ad libitum | San Burcardo de Beinwil (cura en Beinwil)                                         |
| 13 de julio      | Memorial   | San Enrique II (segundo Patrón de la diócesis de Basilea)                         |
| 22 de julio      | Solemnidad | Consagración de las iglesias de los cantones de Turgovia y Schaffhausen           |
| 24 de julio      | Ad libitum | San Ursicino (cristianizador de la región de Saint-Ursanne)                       |
| 5 de agosto      | Ad libitum | San Osvaldo de Northumbria (Rey de Northumbria, mártir, patrón del cantón de Zug) |
| 16 de agosto     | Ad libitum | San San Teodoro (obispo de Octodurus, patrón de la diócesis de Sion)              |
| 1 de septiembre  | Ad libitum | Santa Verena (Virgen de Zurzach)                                                  |
| 2 de septiembre  | Ad libitum | Bienaventurado Apollinaris Morel (mártir)                                         |
| 25 de septiembre | Solemnidad | San Nicolás de Flüe (cristianizador, patrón de Suiza)                             |
| 26 de septiembre | Solemnidad | Consagración de la catedral de Soleura                                            |
| 30 de septiembre | Solemnidad | Santos Urso y Víctor (mártires, patrones de la diócesis de Basilea)               |
| 1 de octubre     | Memorial   | San Jerónimo de Estridón (sacerdote, profesor de iglesia)                         |
| 2 de octubre     | Ad libitum | San Leodegario (obispo de Autun, patrón del cantón de Lucerna)                    |
| 2° domingo       | Solemnidad | Consagración de las iglesias de los cantones de Lucerna y Zug                     |
| 15 de octubre    | Solemnidad | Consagración de las iglesias del cantón de Argovia                                |
| 16 de octubre    | Ad libitum | San Galo (monje, cristianizador, patrón de la diócesis de San Galo)               |
| 3 de noviembre   | Ad libitum | Santa Ida de Toggenburgo (reclusa)                                                |
| 4 de noviembre   | Memorial   | San Carlos Borromeo (Obispo de Milán y patrón de la diócesis de Lugano)           |
| 12 de noviembre  | Solemnidad | Consagración de las iglesias de los cantones de Basilea, Berna y Soleura          |
| 13 de noviembre  | Ad libitum | San Himerio (cristianizador de Saint-Imier)                                       |
| 16 de noviembre  | Ad libitum | San Otmaro (fundador de la abadía de San Galo)                                    |
| 2 de diciembre   | Ad libitum | San Lucio (obispo de Coira, mártir, patrón de la diócesis de Coira)               |
| 6 de diciembre   | Ad libitum | San Nicolás de Mira (patrón de la diócesis de Lausana, Ginebra y Friburgo)        |